# 二月三日鎮 (巴拉圭)
二月三日鎮（西班牙語：Tres de Febrero），是巴拉圭的城鎮，位於該國東部，由卡瓜蘇省負責管轄，距離亞松森218公里，始建於1991年，面積214平方公里，2002年人口8,818，人口密度每平方公里41.21人。